# Antoni Niedzielski (psycholog)
Antoni Niedzielski (ur. 27 września 1952 w Lublinie, zm. 23 lutego 2022 w Lublinie) – polski psycholog, nauczyciel akademicki, doktor habilitowany nauk o zdrowiu, profesor w Centrum Medycznym Kształcenia Podyplomowego.

## Życiorys
W 1977 ukończył studia  Katolickim Uniwersytecie Lubelskim uzyskując stopień magistra psychologii. Stopień doktora uzyskał w 1987 w Uniwersytecie Marii Curie-Skłodowskiej na podstawie pracy pt. Organizacja informacji u pacjentów z przewlekłym alkoholizmem. W 2012 w Warszawskim Uniwersytecie Medycznym uzyskał stopień doktora habilitowanego na podstawie pracy pt. Procesy poznawcze u osób z uszkodzonym słuchem w świetle wybranych metod.
Przez cały okres aktywności zawodowej (1977-2022) związany z Uniwersytetem Medycznym w Lublinie, gdzie przechodził kolejne szczeble od asystenta do Kierownika Katedry Nauk Humanistycznych w Wydziale Nauk o Zdrowiu.
W latach 2019-2022 kierownik Zakładu Psychologii Medycznej Szkoły Zdrowia Publicznego w Centrum Medycznym Kształcenia Podyplomowego.
W 2020 wybrany na członka Komitetu Nauk Klinicznych Polskiej Akademii Nauk na kadencję 2020-2023.
Autor lub współautor blisko 200 publikacji i doniesień zjazdowych.